# Arillastrum
Genre
Classification APG III (2009)
Arillastrum est un genre de plantes à fleurs de la famille des Myrtacées. Il comprend des arbres endémiques à la Nouvelle-Calédonie.

## Position taxinomique
L'espèce-type a été collectée, en 1861, par Jean Armand Isidore Pancher en Nouvelle-Calédonie : il la nomme à cette occasion Arillastrum gummiferum sans en faire la diagnose. En 1864, Eugène Vieillard en collecte un nouvel exemplaire au mont Kanala.
Le genre (sur la base de son espèce-type Spermolepis gummifera) est décrit en 1864 par Adolphe Théodore Brongniart et Jean Antoine Arthur Gris sous le nom de : Spermolepis Brongn. & Gris. Mais il s'agit d'un homonyme illégitime car plus récent de Spermolepis Raf., genre de la famille des Apiacées. Adolphe Théodore Brongniart et Jean Antoine Arthur Gris ajoutent, dans le même article, une deuxième espèce au genre : Spermolepis rubiginosa Brongn. & Gris. Cette dernière espèce va être reclassée dans de multiples autres genres : Calycorectes par André Guillaumin en 1911, Myrtomera par Benjamin Clemens Masterman Stone en 1962, Schizocalyx par Adolphe Théodore Brongniart et Jean Antoine Arthur Gris en 1871, Stereocaryum par Karl Ewald Maximilian Burret en 1941.
En 1877, Henri Ernest Baillon, dans le tome 6 de son Histoire des Plantes, le renomme Arillastrum, du nom générique originel donné par Jean Armand Isidore Pancher.

## Liste d'espèces
Selon IPNI (11 août 2010),World Checklist of Selected Plant Families (WCSP) (11 août 2010) et NCBI (11 août 2010), une seule espèce reste affectée à ce genre :
- Arillastrum gummiferum (Brongn. & Gris) Pancher ex Baill. (1877) - Chêne gomme